# Acmanthera
Acmanthera es uno de los 75 géneros de plantas de la familia Malpighiaceae, del orden  Malpighiales. Acmanthera comprende ocho especies de árboles, arbustos y subarbustos nativos de Brasil. 

## Descripción
Son árboles, arbustos o subarbustos con las hojas caducifolias, que dejan grandes cicatrices. Las inflorescencias son axilares solas o en racimos. Los pétalos en su mayoría son blancos, en ocasiones, los pétalos laterales rosados o amarillos pálido. El fruto es seco, con una pared como de papel quebradizo. 

## Taxonomía
El género fue descrito por (Adrien-Henri de Jussieu) August Heinrich Rudolf Grisebach y publicado en Flora Brasiliensis 12(1): 28 en el año 1858. La especie tipo es Acmanthera latifolia (A.Juss.) Griseb.

## Especies
- Acmanthera cowanii W. R. Anderson
- Acmanthera duckei W. R. Anderson
- Acmanthera fernandesii W. R. Anderson
- Acmanthera latifolia (Adr. Juss.) Griseb. in Mart.
- Acmanthera longifolia Nied.
- Acmanthera minima W. R. Anderson
- Acmanthera parviflora W. R. Anderson
- Acmanthera radlkoferi